# Staropol
Staropol – wieś sołecka  w Polsce położona w województwie mazowieckim, w powiecie gostynińskim, w gminie Sanniki.
W latach 1975–1998 miejscowość administracyjnie należała do województwa płockiego.
W Staropolu urodził się Olgierd Aleksander Sawicki – uczestnik powstania warszawskiego, więzień obozów jenieckich, architekt warszawski.